# Monika Gorszyniecka
Monika Gorszyniecka z d. Zamęcka (ur. 22 sierpnia 1975 w Łodzi) – polska siatkarka grająca na pozycji rozgrywającej. W latach 1995–1999 wystąpiła 17 razy w reprezentacji Polski.

## Kluby
- ŁKS Łódź
- Start Łódź
- Calisia Kalisz
- Gedania Gdańsk
- KPSK Stal Mielec
- USC Münster[1]
- Muszynianka Muszyna
- Aris Saloniki
- Gedania Gdańsk
- Trefl Sopot
- Gedania Żukowo[2]